# Heinrich Christian Burckhardt

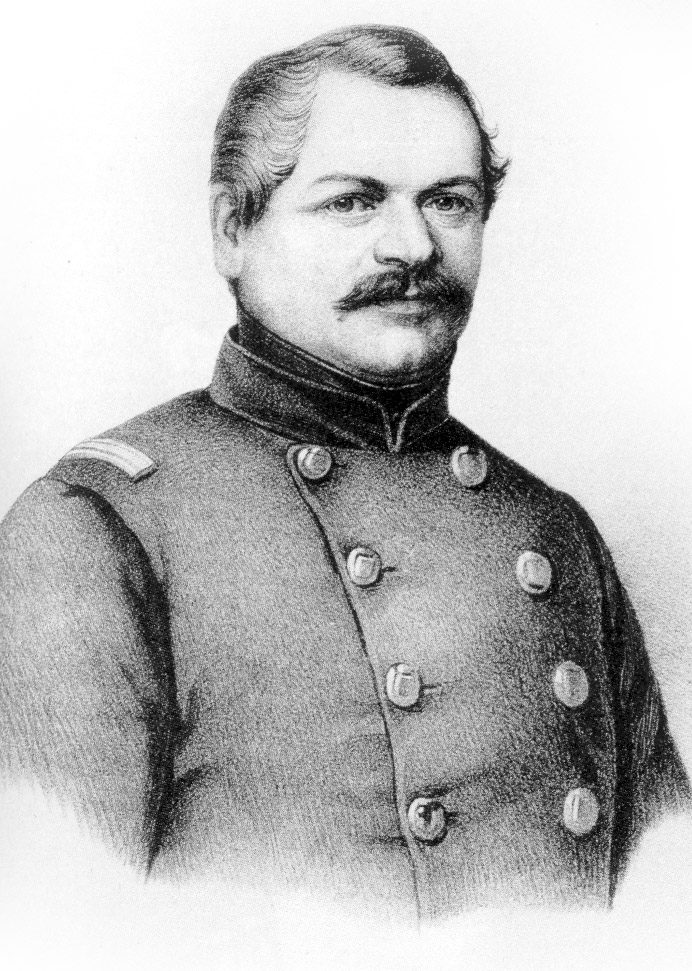
Heinrich Christian Burckhardt.

Heinrich Christian Burckhardt, född 26 februari 1811 i Adelebsen, död 14 december 1879 i Hannover, var en tysk skogsman.
Burckhardt hade stort inflytande inom skogsbruket genom sin bok Säen und Pflanzen nach forstlicher Praxis: ein Beitrag zur Holzerziehung (1855, många upplagor).